# Осипенко, Сергей Алексеевич
Серге́й Алексе́евич Осипе́нко (род. 5 марта 1970, Балхаш, Карагандинская область, Казахская ССР, СССР) — российский серийный убийца и насильник. Убил 4 человек:  двух женщин и двух девочек-подростков.

## Биография

### Жизнь до убийств
В 1990-е годы работал в органах внутренних дел Республики Казахстан. В 1999 году переехал из Казахстана в город Россошь Воронежской области, устроился на рынке продавать продукты другим продавцам. Увлекался психологией и криминологией. Был женат, в семье родилась дочь.

### Убийства
Убийства Осипенко совершал по одной и той же схеме: следовал за своей жертвой, в качестве таковых выбирал живущих на верхних этажах пятиэтажных домов, вместе с ней заходил в квартиру, где насиловал и убивал, после чего грабил квартиру.
24 января 2005 года в Россоши Осипенко убил свою первую жертву — 17-летнюю Анну Бережную. Маньяк напал на неё, как только она зашла в свою квартиру, избил, угрожая ножом, заставил зайти в спальню, срезал на ней одежду, заклеил ей рот пластырем, изнасиловал её и убил обрезком металлической трубы.
17 августа 2005 года в Воронеже маньяк насилует и убивает 38-летнюю Елену Мелешко.
25 января 2006 года в Воронеже Осипенко напал на возвратившуюся из школы 15-летнюю Анну Побединскую, изнасиловал её и убил.
6 марта 2006 года в Россоши он изнасиловал и убил 13-летнюю Юлию Яцкую, проживавшую в том же микрорайоне, где и Анна Бережная.
Нашлась свидетельница, которая в день убийства Юлии Яцкой видела Осипенко, она обратила внимание на его небольшой рост (167 см).

### Арест, следствие и суд
Маньяк собирался уехать в Казахстан, но 6 апреля 2006 года был задержан на железнодорожной станции в Курганской области. Он не оказывал сопротивления и рассказал о своих преступлениях.
В конце сентября 2006 года Воронежская областная прокуратура направила дело Осипенко, состоящее из 16 томов, в суд. Маньяк просил, чтобы его дело рассматривал суд присяжных, в надежде получить снисхождение и избежать пожизненного заключения. Но 7 декабря в Воронежском областном суде присяжными заседателями вынесен вердикт, согласно которому Сергей Осипенко признан виновным и не заслуживает снисхождения. 14 декабря Воронежский областной суд приговорил его к пожизненному лишению свободы. Верховный суд России оставил приговор без изменения.
Был отправлен отбывать наказание в колонию «Полярная сова». В 2019 году был жив.

## В массовой культуре
- Документальный фильм «Кровавый след маньяка» из цикла «Детективные истории» (2007)
- Документальный фильм «Кто остановит маньяка?» из цикла «Приговорённые пожизненно» (2008)